# 운전 중 주의분산행위

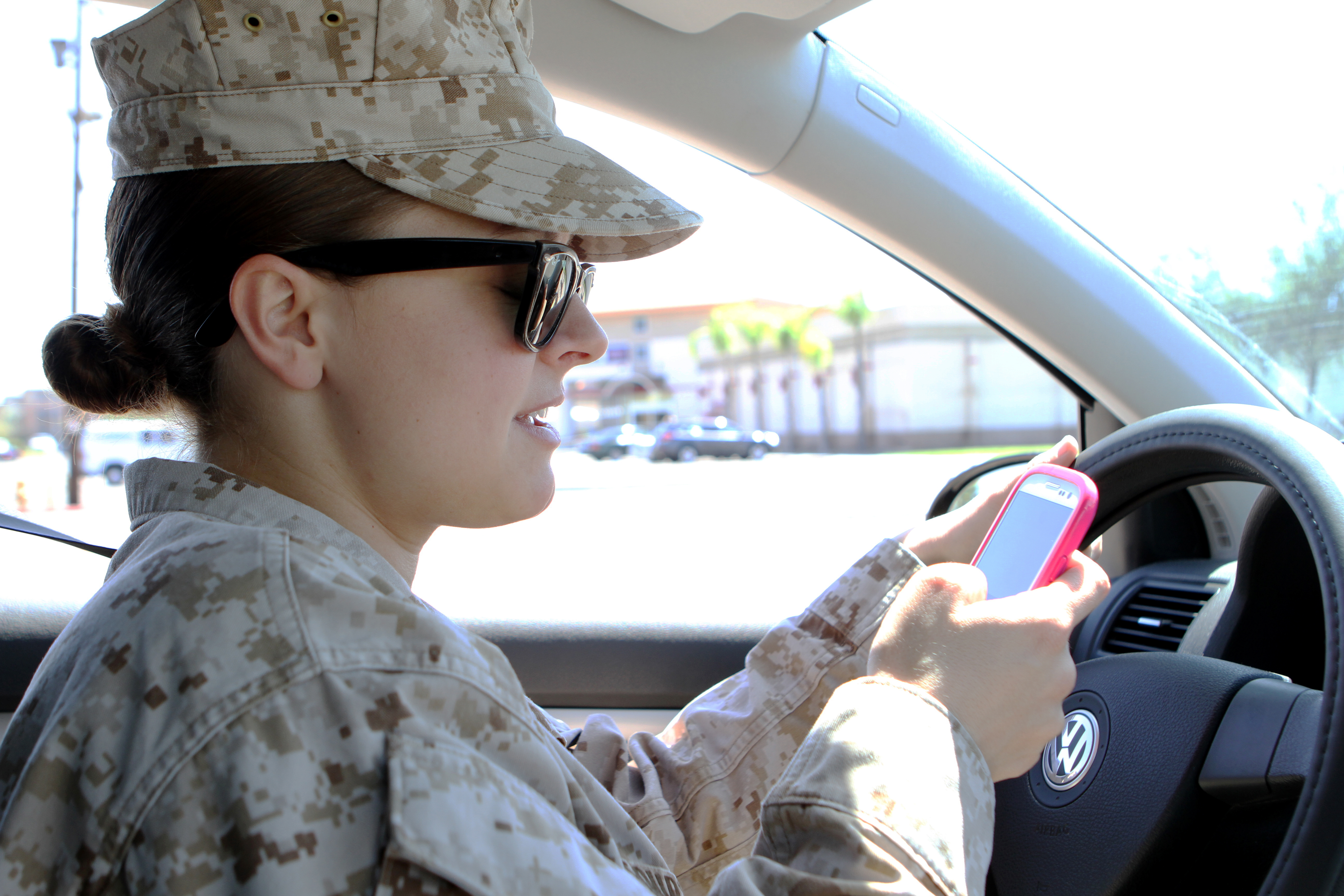

운전중 주의분산행위(運轉中注意分散行爲, 영어: distracted driving)은 운전중 다른 행동을 하면서 운전을 하는 것을 말한다. 인간은 동시에 복수의 행동을 정확하게 하는 것은 어렵고, 교통 사고의 위험도를 높인다.

## 개요
운전중 독서, 휴대용 전화 조작, 영상표시장치 시청 및 조작([방송 등 영상물을 수신하거나 재생하는 장치] 시청), 흡연, 음식물 섭취, 화장하기, 오디오 조작, 네비게이션 조작, PC 사용, 이야기 나누기, 음주, 성행위를 하는 것 등과 같이 주된 운전 중 주의력 분산 행위의 대표적인 사례이다.
핸즈프리를 통한 휴대 전화의 통화는 원칙적으로 금지되어 있지 않지만 핸즈프리를 통한 휴대전화 통화는 운전중 휴대 전화를 들면서 통화하는 것과 같이 사고의 확률이 대폭 오르는(정확한 표현은 반응 시간이 대폭으로 늦는다.) 연구 보고가 있다. (美 유타 대학, 美 연방 항공국) 시드니 대학의 조사보고에서는 휴대전화를 들면서 사용하는 경우 사고위험이 4.9배, 핸즈프리에서도 3.8배와 사고위험이 대폭으로 상승하는 것이 나타났다.
흡연의 경우에는 담배에 불을 끄려다 사고를 일으켰거나 차내에서 불이 붙은 담배를 떨어뜨린 것에 당황해 담배를 주으려다 사고를 일으킨 예가 있다.

## 같이 보기
- 교통 안전
- 교통 사고
- 난폭운전
- 음주운전